# アレクセイ・ニコラエヴィチ・マスロフ
アレクセイ・ニコラエヴィチ・マスロフ（Алексей Николаевич Маслов、筆名: А・ベジェツキー、1852年 - 1922年）は、ロシアの工兵、作家、広告家で、主に軍事について執筆活動を行っていた。中央アジアや露土戦争に出兵した。

## 生涯
トヴェリ県出身の貴族で軍人のニコライ・マスロフの子としてワルシャワ砦内にて生まれる。サンクトペテルブルクの第2軍事ギムナジウムを卒業し、1868年9月7日、ニコライ工兵学校に入学。1871年8月11日に卒業。
1873年、ヒヴァ戦争に従軍。カザフ湾のマンギスタウ半島にて海軍歩兵の上陸支援を指揮。ニコライ・ロマキン大佐率いるマンギシュラク分遣隊、ニコライ・ベレフキン将軍率いるオレンブルク分遣隊からなる合同部隊の上陸時、クリークおよびアムダリヤ川に橋梁を構築 。マンギシュラク分遣隊のマスード・アリハーノフは以下のように回想する。
| 「 | 若き工兵将校マスロフは、皆から「分遣隊のナイチンゲール」と慕われていた。夜にはアブシェロン第81歩兵連隊の立派な軍楽隊が我々を楽しませてくれたが、それでもやはり我が工兵は「分遣隊のナイチンゲール」だ。彼はオッフェンバックの熱狂的なファンで、半ば軍規違反であるが、彼が歌を引き受け、誰よりも疲れ知らずに、ほとんどのレパートリーを滝のように歌ってくれたものだった。 | 」 |

この戦役で、剣弓付三等聖スタニスラフ勲章を授与され、また同年11月8日に中尉に昇進。
1877年、露土戦争に従軍し、カルスの戦い、ジビンの戦いに参加。エルズルムでは第1コーサカス工兵大隊の一分隊を率い夜襲を敢行、戦争神経症を患う。翌年1月13日、参謀大尉に昇進、また剣弓付四等聖ウラジーミル勲章を受章。1879年、ニコライ工兵学校第1過程を修了。
1880年4月20日、大尉。12月、ザカスピ遠征隊に参加しギョクデペの戦いに従軍。ヤーコフ・ルトコフスキー中佐の指揮のもと工兵隊はアシガバート近郊のギョクデペ要塞包囲戦の中核となり、要塞の爆破を合図として歩兵部隊を突撃せしめた。
1887年10月9日よりニコライ工兵学校教官（～1910年10月9日）となり、1888年4月24日、中佐。1892年4月5日、大佐。1898年、工兵学校役員に選出される。1900年12月6日、少将。1908年12月6日、中将。1916年7月10日、国防省に出向。1917年7月27日、工兵大将任官とともに病気のため予備役編入。
1922年、ペトログラードにて死去。
兄のニコライ・マスロフも軍人で、名誉歩兵大将まで累進した。

## 文筆活動
1874年より文壇デビューし、従軍特派員としても活躍した。1870年代末には雑誌「ピチェラ」で軍事通信を連載。農奴戦争の歴史に関する本も多く執筆した。19世紀終わりから20世紀はじめにかけて、「神秘主義的」な作品も書いた。